# 側斑纖柱魚
側斑纖柱魚為輻鰭魚綱仙女魚目帆蜥魚亞目魣蜥魚科的一種，分布於太平洋海域，深度可達532公尺，體長可達23公分，棲息在表中層水域，生活習性不明。